# Волоколамское шоссе
Волокола́мское шоссе́ — шоссе в Москве. Ответвляется от Ленинградского проспекта посредством Волоколамского тоннеля, являющегося частью развязки на Соколе, в районе института «Гидропроект» (станция метро «Сокол»). Проходит на северо-западе Москвы через городские районы Сокол, Щукино, Покровское-Стрешнево и Митино. За границей Москвы переходит в одноимённую автодорогу, ведущую в город Волоколамск.
От проезда Стратонавтов до МКАД с июля 2009 года действует выделенная полоса для общественного транспорта.
Современная трасса шоссе возникла в середине XIX века из дороги к усадьбе Покровское-Стрешнево и новой дороги (до того шоссе шло южнее, от Воскресенской заставы через Ходынское поле). При пересечениях с Московско-Виндавской и Окружной железными дорогами трасса делала изгибы.
1 декабря 1941 года соединения 40-го моторизованного корпуса вермахта под командованием генерала танковых войск Георга Штумме, предприняли последнюю попытку прорваться к Москве вдоль Волоколамского шоссе.
В 1943 года трасса спрямлена с устройством новых путепроводов. Линия старого шоссе просматривается вдоль трамвайной линии и по двум мостам на ней, продолжаясь до конца 1960-х гг. по нынешнему дублёру Волоколамского шоссе по чётной стороне дороги, вдоль ограды усадьбы Покровское-Стрешнево и далее до Больницы МПС. Современная же часть шоссе, проходящая вдоль трамвайной линии между усадьбой Покровское-Стрешнево и Больницей МПС, до конца 1960-х гг. была Трамвайным проездом бывшего посёлка Покровское-Глебово. Тракт пересекается с Каналом имени Москвы посредством Тушинского тоннеля.
В неофициальном общении часто сокращённо называется «Волоколамка».

## Реконструкция
Комитетом по архитектуре и градостроительству города Москвы разработан проект реконструкции Волоколамского шоссе на участке от Ленинградского шоссе до МКАД. По итогу проведённых работ, предполагается организация на шоссе десяти полос движения, по 5 в каждом направлении, две из которых будут отданы для движения общественного транспорта. Помимо этого, для увеличения пропускной способности Волоколамского шоссе в полтора раза будет построена эстакада в месте примыкания Тушинской площади (с организацией проезда к стадиону «Открытие Арена»).
22 ноября 2021 года, в рамках реконструкции Волоколамского шоссе, был открыт новый мост, по 5 полос в обе стороны, мост через реку Сходню.

## Примечательные здания и сооружения

### по нечётной стороне
- № 1 — «Дом проектных институтов» (1952—1955, архитекторы А. Г. Рочегов, А. Резнеченко).
- № 1, корп. б — жилой дом. Здесь жил футболист, спортивный комментатор Владимир Маслаченко[5].
- № 3 — Жилой дом (1938).
- № 9 — Высшее художественно-промышленное училище (1952—1955, архитекторы И. Жолтовский, И. Лебедев)[6], ныне — Российский государственный художественно-промышленный университет имени С. Г. Строганова.
- № 11 — Московский государственный университет пищевых производств.
- № 13 — Жилой дом (1957). Носит неофициальное название «Четыре двери»[7]. Авторы проекта — архитекторы В. Ф. Скаржинский и С. Г. Дёминский[8][9]. Во время строительства подвергался критике в рамках кампании по борьбе с архитектурными излишествами «за ничем не оправданные архитектурные детали» фасада и «громозкие нетранспортабельные карнизы», затрудняющие строительные работы[8]. Шестой этаж дома обрамлён молдингом, девятый этаж венчает фигурный карниз. Окна подъездов выполнены в форме арок, а балконы со стороны двора напоминают полукруглые плетеные вазы. Подъезды украшают треугольные сандрики. В подвале дома располагался театр песни «Перекрёсток» под руководством поэта и музыканта Виктора Луферова[7].
- № 15/22 — Жилой дом. Построен в конце 1930-х — начале 1940-х для Наркомпищепрома по проекту архитектора Р. Я. Хигера[10]. В начале 1950-х к дому по проекту В. В. Калинина было пристроено новое крыло (ул. Панфилова, дом 22).
- № 47 — Дача К. Ф. Зегера в Покровском-Стрешневе (1914, арх. В. Д. Адамович), Психиатрическая клиническая больница им. Ю. В. Каннабиха.
- № 67 — стадион «Спартак» («Лукойл Арена»). Открыт летом 2014 года.
- № 75 — Отделение 1 Московского ГТУ Банка России.
- № 103 — Торговый центр «Гвоздь» (2001, архитекторы А. Скокан, А. Яралов, В. Лабутин, И. Воронежский, М. Скороход).[11]

### по чётной стороне
- Вид на начало Ленинградского и Волоколамского шоссе. Район Гидропроекта.№ 2 — Институт Гидропроект.
- № 4 — Московский авиационный институт.
- № 6 — Жилой дом МГК КПСС (1957, архитекторы В. Ф. Скаржинский, С. Г. Дёминский)[12]
- № 8 — Жилой дом Московского авиационного института (1955, архитекторы Г. М. Вульфсон, Л. С. Шерстнёва, инженер С. Корецкая)[13]. На первом этаже размещались детский сад и ясли[14].
- № 10 — Жилой дом МГК КПСС (1959, архитекторы В. Ф. Скаржинский, С. Г. Дёминский)[12]. На нём имеется памятная доска, посвящённая Дубосековской улице.
- № 14 — Жилой дом (1959).
- № 26 — ФГУП ГосНИИ Аэронавигации; Федеральная Аэронавигационная Служба; Центральное Межрегиональное управление.[15]
- № 30 — Федеральное медико-биологическое агентство; ФГУП «Научно-исследовательский центр информационных технологий экстремальных проблем».
- № 30, корпус 2 — Федеральный научно-клинический центр оториноларингологии.
- № 34 корпус 2, 34а строение 1,  памятник архитектуры (региональный) — Ансамбль железнодорожной станции «Покровское-Стрешнево», два станционных дома, 1907 г., арх. С. А. Бржозовский, объект культурного наследия регионального значения[16][17].
- № 52 — Храм Покрова Пресвятой Богородицы в Покровском-Стрешневе и главный дом усадьбы «Покровское-Стрешнево».
- № 80 — Научный центр неврологии (1956).
- № 88,  памятник архитектуры (региональный) — Аэроклуб имени В. П. Чкалова с административным корпусом (1935, инженер-строитель В. М. Светличный)[18]. В советское время его занимал Центральный комитет ДОСААФ СССР. Перед зданием установлен обелиск «Первопроходцам стратосферы» (1964, скульптор А. А. Письменный, архитектор А. Н. Душкин), посвящённый погибшим 30 января 1934 года стратонавтам[19]. Клуб посещали партийные деятели И. В. Сталин, А. В. Косарев, М. Н. Тухачевский, лётчики В. П. Чкалов, В. С. Гризодубова, авиаконструктор Н. Н. Поликарпов.
- № 90 — КБ «Вымпел»
- № 112 — 15-й автобусный парк г. Москва.
- № 128 — Храм Спаса Преображения Господня в Спасском-Тушине (1886, архитектор В. О. Грудзин).

А также: транспортная развязка с улицей Свободы и лесопарк «Покровское-Стрешнево».

## Путепроводы через железную дорогу
При строительстве Московско-Окружной и Московско-Виндавской железной дороги Волоколамское шоссе оказалось перерезано, и потребовалось строительство путепроводов. По действующим в то время нормативам, путепроводы строились строго под прямым углом к оси железной дороги, и так как Волоколамское шоссе идет не под прямым углом оси железной дороги, в месте пересечения с железными дорогами Волоколамское шоссе имело изломы. Эти изломы наглядно видны на кадрах немецкой аэрофотосъемки 1942 года .
В 1943 году были построены новые путепроводы через железную дорогу, Волоколамское шоссе было спрямлено, и данные изломы был устранены. Старые путепроводы стали использоваться для трамвайного движения, путепровод через Рижское направление используется поныне, путепровод через Окружную железную дорогу в связи с расширением Волоколамского шоссе разобран в 2015 году.
При строительстве путепровода через линию Рижского направления Московской ж.д. у платформы Покровско-Стрешнево часть старинной ограды усадьбы Покровское-Стрешнево с угловой башней оказались на пути новой трассы и были разобраны, а часть стены переложена по новой трассе. Возможно, что проступающая из откоса правой стороны насыпи Волоколамского шоссе капитальная круглая конструкция — сохранившаяся часть цоколя второй угловой башни усадьбы.